# American Birkebeiner

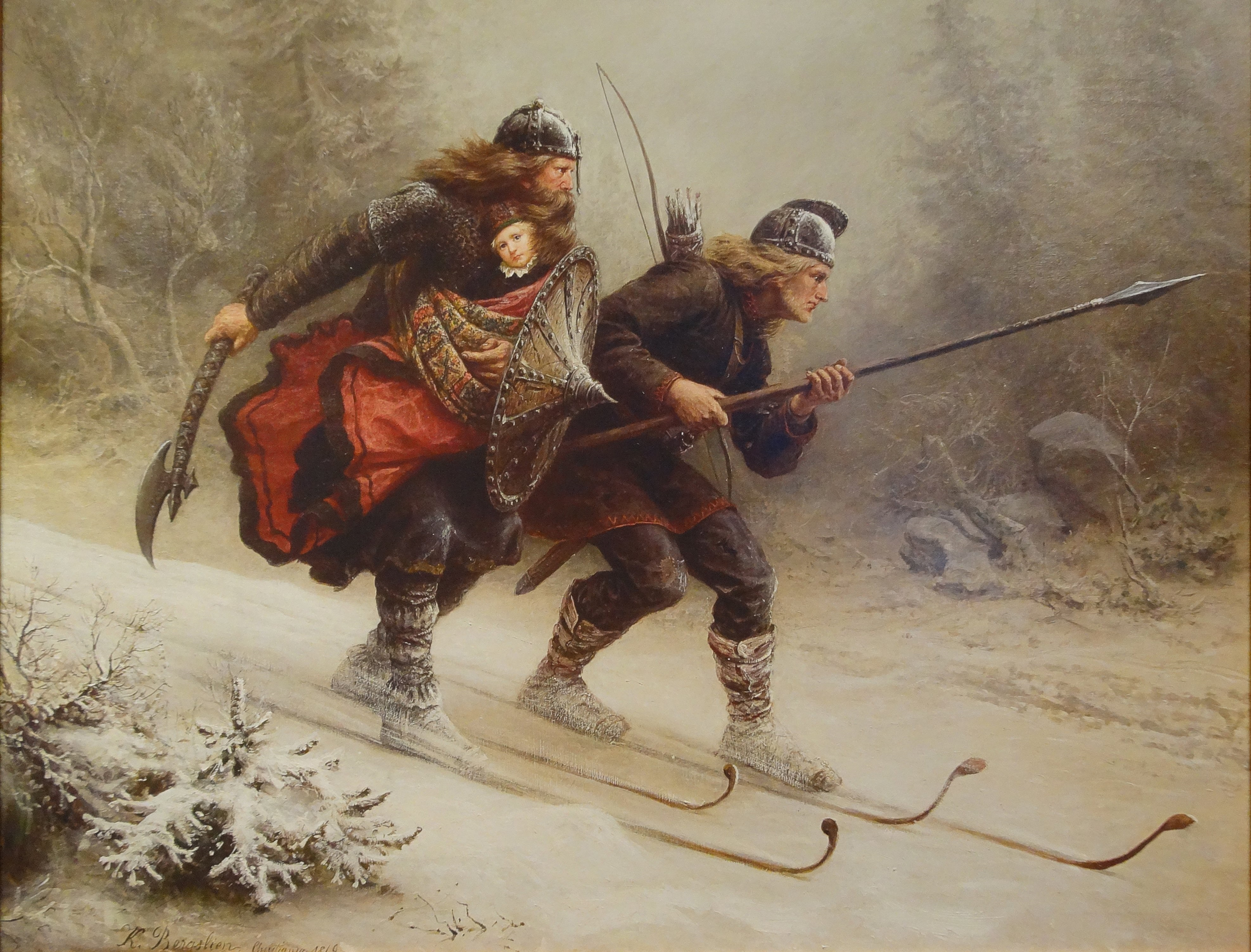
Selon la légende, les deux meilleurs skieurs Birkebeiner, Torstein Skjevla et Skjervald Skrukka, ont emmené Håkon Håkonsson (le fils du roi) en lieu sûr avec le roi Inge II à Noël.

L'American Birkebeiner est une course de ski de fond, organisée chaque année et se court entre les villages de Cable et d'Hayward. L'événement comporte deux courses principales : une de 50 kilomètres en style libre et une de 54 kilomètres en style classique.

## Histoire
L'American Birkebeiner a été créé par le propriétaire de la station de Cable en 1973, Tony Wise. Le ski de fond n'étant pas très populaire à l'époque aux États-Unis, il a voulu stimuler la venue de touristes à Cable en s'insipirant de la Birkebeinerrennet en Norvège, d'où Wise possède des racines. En 1978, la Worldloppet est fondée et cette course américaine fait partie de son calendrier depuis. Elle est courue par de nombreux skieurs et plus de dix mille sont au départ.